# Turismo em Israel
O Turismo em Israel é uma das principais fontes de renda nacional. O ano de 2010 registrou 3,45 milhões de desembarques turísticos. Israel oferece ao viajante uma infinidade de locais históricos e religiosos, resorts, sítios arqueológicos, museus, salas de concerto, manifestações folclóricas e ecoturismo. O Estado Judeu possui o maior número de museus per capita do mundo. Dentre todos os locais de interesse turístico em Israel, o mais popular é a Colina de Massada, e a cidade mais visitada é Jerusalém. A maioria dos turistas que visitam Israel vêm dos Estados Unidos, Rússia, Alemanha, França, Brasil e Reino Unido.

Panorama do Monte do Templo, incluindo o Domo da Rocha, visto do Monte das Oliveiras.

## As cidades mais visitadas de Israel
Jerusalém e Tel Aviv são as cidades mais importantes e oferecem muitas atrações.Ambas as cidades têm pessoas e costumes diferentes:Jerusalém a cidade mais antiga e sagrada da história, muito rica em arqueologia e espiritualidade.Tel Aviv tem tudo o que você pode imaginar em uma cidade moderna, com praias incríveis, restaurantes e shoppings.
Jerusalém
- A “Cidade Santa” registrou 2.215.000 desembarques turísticos em 2009. Jerusalém é uma das cidades mais antigas do mundo (cerca de seis mil anos), capital político-administrativa de Israel e é a maior cidade do país, com cerca de 750 mil habitantes. É também considerada sagrada pelas três grandes religiões monoteístas: Judaísmo, Cristianismo e Islamismo, possuindo por conta disso uma infinidade de lugares santos e templos de interesse universal[5]. Muitos deles estão na Cidade Velha de Jerusalém, tradicionalmente dividida em quatro bairros: Bairro Armênio, Bairro Cristão, Bairro Muçulmano e o Bairro Judeu. A atração mais importante da Cidade Velha é o Monte do Templo, conhecido em árabe como Haram ash-Sharif (o “Santuário Nobre”) e em hebraico como Har Ha-Bayit, local do antigo Templo de Jerusalém, do qual resta hoje apenas o Muro das Lamentações.

- Outros locais em Jerusalém Oriental são o Monte das Oliveiras, com seu mirante; o Túmulo de Absalão, num antigo cemitério judaico de dois mil anos; as igrejas de Getsêmani, o Dominus Flevit e a Igreja de Maria Madalena (igreja ortodoxa russa). Vários locais em Jerusalém são apontados como o Túmulo de Jesus Cristo. O mas tradicional destes sítios é a Igreja do Santo Sepulcro, próxima ao Gólgota, a colina onde teria sido crucificado. Ao sul do Bairro Judeu está a Cidade de Davi com escavações arqueológicas, incluindo o Túnel de Ezequias.

Jerusalém Ocidental é a parte mais nova de Jerusalém, construída principalmente após a independência do Estado de Israel, em 1948. Alguns pontos:
- Mea Shearim, bairro criado no século XIX e habitado em grande parte pelos judeus ultra-ortodoxos (Haredim). Mea Shearim mantém o sabor das aldeias do Leste Europeu (shtetl).

- O Yad Vashem (Museu do Holocausto), memorial às seis milhões de vítimas judias massacradas pelo nazismo.

- Ein Karem, o berço de João Batista, é um dos quatro locais de peregrinação cristã mais visitados em Israel.

- Monte Sião, onde está o Túmulo de Davi, local de descanso do Rei Davi, o Cenáculo, local da Última Ceia, e a Abadia da Dormição.

- Monte Scopus, local da Universidade Hebraica de Jerusalém, situado a 834 metros acima do nível do mar. O Monte Scopus oferece uma vista privilegiada da cidade, incluindo o Monte do Templo e o Mar Morto.

### Tel Aviv
- Com 1,676,000 visitantes em 2009, Tel Aviv é a capital cultural e financeira do Estado Judeu[5]. Sua área metropolitana possui cerca de três milhões de habitantes, o que representa cerca de 40% da população total de Israel. A cidade também é um marco arquitetônico, pois possui o mais extenso conjunto de construções em estilo Bauhaus do mundo. Em 2010 a revista "National Geographic" elegeu Tel Aviv como uma das dez melhores cidades costeiras do mundo[6].
- Os nativos chamam Tel Aviv de "a cidade que nunca dorme", por conta de sua intensa e variada vida noturna, com os mais diversos tipos de programas para todos os tipos de pessoas. Além disso, a cidade não esconde o orgulho por ser a "capital gay do Oriente Médio".

### Safed
- O “Berço da Cabala”, onde boa parte do Talmud de Jerusalém foi escrito. Famosa por seus artesãos e pelos peregrinos que vêm visitar suas sinagogas e o túmulo do rabino Shimon bar Yochai, em Meron.

### Acre
- Acre (ou Acco) é famosa por abrigar a Fortaleza de São João de Acre, as muralhas do sultão e por ser o lugar de descanso de Bahá'u'lláh, fundador da fé Bahá'i. A Unesco considera a cidade como patrimônio histórico mundial.

### Haifa
- Monte Carmelo
- Santuário do Báb, templo mais importante da fé Bahá'i, com seus jardins em terraços (Patrimônio Mundial da UNESCO).

### Tiberíades
- Mar da Galileia.
- Lar de São Pedro (Cafarnaum).
- Monte das Bem-Aventuranças, local onde foi escrito o Sermão da Montanha.

### Cesareia Marítima
- A cidade velha possui ruínas romanas e dos tempos dos cruzados, como o Anfiteatro (onde concertos ainda são realizados), bem como o porto por onde São Paulo foi levado como prisioneiro para Roma.

## Sítios Arqueológicos
O país é rico em locais de interesse arqueológico. Bersebá, Tel Hazor e Megido (o local do Armagedom) são reconhecidos como Patrimônio Mundial da Unesco.

## Parques e Reservas
Israel tem 67 parques nacionais e 190 reservas naturais. Alguns deles estão localizados junto a importantes sítios arqueológicos. Maresha é um grande complexo arqueológico nas montanhas da Judeia. Tzippori é uma antiga cidade romana com mosaicos elaborados e uma sinagoga histórica. Ein Gedi, é o ponto de partida para as excursões a Massada e o Mar Morto.

## Trilhas
- A Trilha Nacional de Israel é um percurso de caminhada de 940 kms. que atravessa todo o país. Em sua extremidade norte se encontra o “Kibbutz Dan”, perto da fronteira com o Líbano, e se estende até Eilat, no extremo sul de Israel, junto ao Mar Vermelho. A trilha leva entre 30 e 70 dias para ser completada em caminhada contínua.
- Trilha de Jerusalém - 40 km, parte da Trilha Nacional que atravessa a Cidade Santa.
- Trilha de Jesus - 65 km de peregrinação. Rota histórica por onde crê-se que Jesus tenha percorrido e que atravessa inúmeros locais citados na Bíblia. A trilha começa em Nazaré e passa por Séforis, Kana, o Monte Arbel, o Mar da Galileia, Cafarnaum, Tabgha, o Monte das Bem-Aventuranças, Tiberíades, o rio Jordão, o monte Tabor e o monte do Precipício.
- Trilha do Golã - Um percurso de 125 km pelas encostas do Monte Hérmon. Ela atravessa muitas cidades e assentamentos, incluindo Majdal Shams, Nimrod, Massada, Buq'ata, Odem, Merom Golan e Ein Zivan.
- Trilha do Vale do Jordão - 120 km de percurso em torno do Vale do Jordão, terminando em Beit Shean e no Monte Gilboa, perto do “Kibbutz Meirav”. A trilha liga numerosas nascentes (pelas quais a área é famosa) a outras atrações históricas e naturais.

## Kibbutzim
Existem inúmeros kibbutzim ao longo de todo território israelense, vários deles com hospedagem a preços módicos. Muitas destas antigas fazendas coletivas estão passando por um processo de modernização e reorganização, a fim de se adaptarem aos novos tempos. Os Kibbutzim são mundialmente conhecidos por seu modo de vida inspirado nos ideais socialistas e por terem sido os núcleos pioneiros na consolidação da recolonização judaica da antiga Palestina.

## Museus

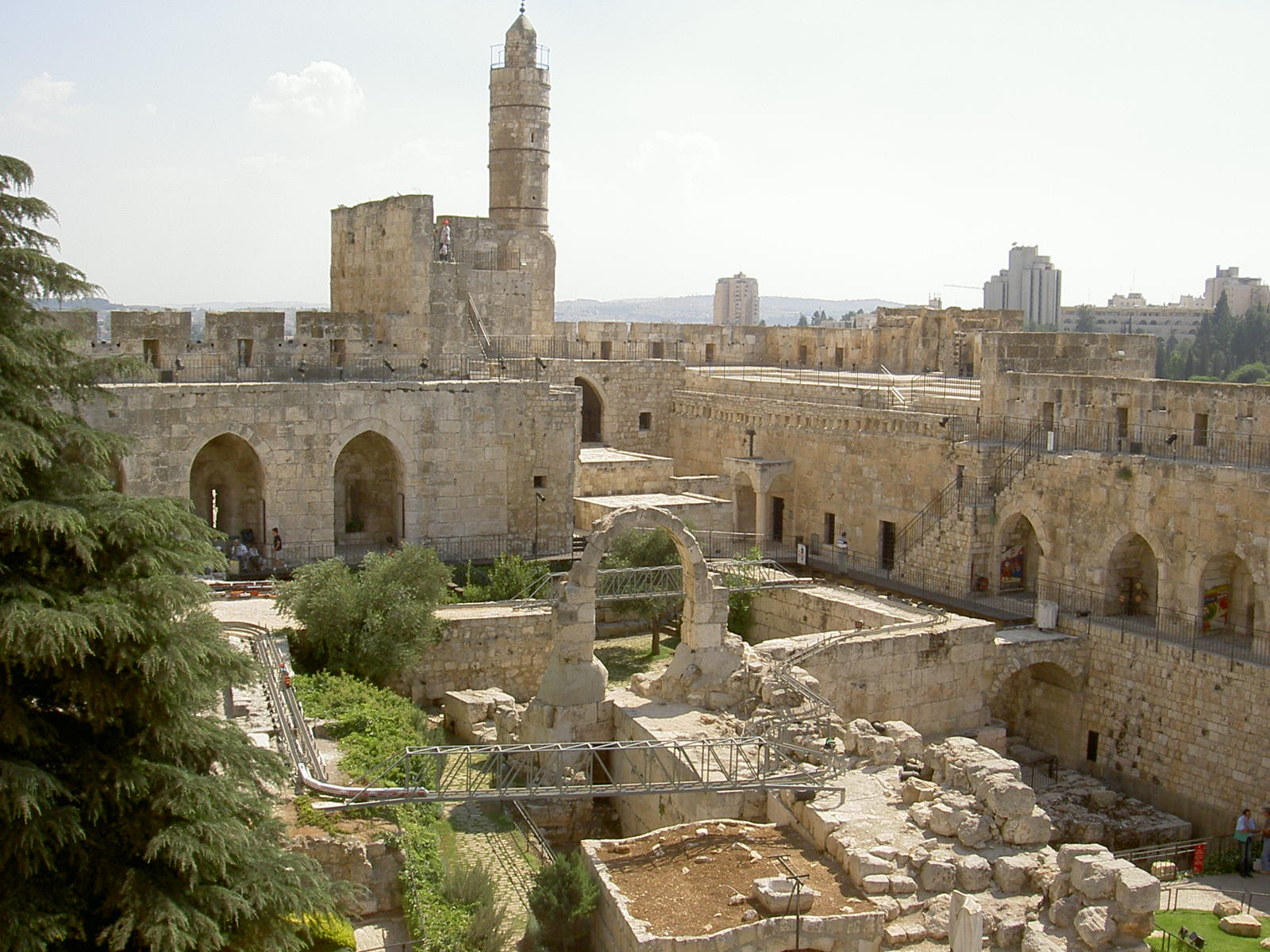
Museu da Torre de Davi

Israel tem o maior número de museus per capita do mundo, com milhões de visitantes anualmente:
- Museu Nacional de Israel, em Jerusalém. Atrai 800 mil visitantes a cada ano[8].
- Museu Histórico de Jerusalém, na Torre de Davi.
- Yad Vashem. Memorial do Holocausto.
- Museu de Arte de Tel Aviv.
- Museu da Diáspora.
- Museu Nacional de Ciência, Tecnologia e Espaço de Haifa.

## Turismo na Cisjordânia
O turismo na Cisjordânia (Judeia e Samaria para os israelenses) tem sido administrado por Israel desde a conquista daquele território em 1967. A partir de então, locais antes vedados à visitação por cidadãos israelenses ou abandonados foram disponibilizados e Israel investiu para torná-los mais atraentes para os turistas, tanto israelenses quanto estrangeiros. Apesar disso, em algumas ocasiões, os turistas judeus de quaisquer nacionalidades são impedidos de circular por partes sob controle da Autoridade Nacional Palestina. No entanto, a ANP e o Ministérios do Turismo de Israel vêm trabalhando em conjunto com o objetivo comum de estimular a visitação na Cisjordânia. 
- Belém - local de enterro da matriarca bíblica Raquel e local de nascimento do Rei Davi e de Jesus Cristo. Cerca de 1 milhão e 300 mil turistas visitaram a cidade em 2008[13]. Os sítios mais populares na cidade e no entorno incluem a Igreja da Natividade, a Praça da Manjedoura e as Piscinas de Salomão.
- Heródio - Uma fortaleza construída por Herodes, o Grande. É administrada pela Autoridade Nacional de Parques de Israel.
- Hebrom - A segunda cidade mais sagrada do Judaísmo e lugar se encontra a Tumba dos Patriarcas. Foi também a capital do antigo Reino de Judá.